# Parlamentswahl in Portugal 1991
- CDU: 17
- PS: 72
- PSN: 1
- PSD: 135
- CDS: 5

Die Parlamentswahlen in Portugal 1991 fanden am 6. Oktober statt.
Die Wahlen führten zur Wiederwahl von Aníbal Cavaco Silva zum dritten Mal in Folge und zum zweiten Mal mit absoluter Mehrheit, eine einzigartige Leistung in der portugiesischen Demokratie bis heute. Die Partido Social Democrata (PSD) erzielte in Bezug auf die Stimmen ein besseres Abstimmungsergebnis als 1987, jedoch weniger Abgeordnete aufgrund der Verringerung der Gesamtzahl der Abgeordneten. Die Partido Socialista (PS) war die Partei, die am meisten aufstieg, aber dennoch bedrohte sie nicht die absolute Mehrheit der PSD.
Die Coligação Democrática Unitária (CDU – Demokratische Einheitskoalition) verlor viel Einfluss und erzielte erstmals ein Ergebnis unter 10 %. Die Centro Democrático e Social (CDS – Demokratische und Soziale Zentrum)  hat auch ihren Einfluss in der Vergangenheit weitgehend aufgrund der taktischen Abstimmung ihrer Wähler in der PSD nicht wiedererlangt. Die große Überraschung dieser Wahl war das Ergebnis der Partido da Solidariedade Nacional (PSN), einer Partei, die die Rechte von Bürgern im Ruhestand verteidigte, indem sie einen Abgeordneten wählte. Die Partido Renovador Democrático (PRD – Demokratische Erneuerungspartei) wurde nach mehreren internen Spaltungen von der Landkarte gestrichen und erhielt weniger als 1 % der Stimmen.
Die Wahlbeteiligung lag bei 67,8 %.

## Wahlsystem
Die Sitze in jedem Wahlkreis werden nach dem größten durchschnittlichen Methode der proportionalen Repräsentation (PR), von dem belgischen Juraprofessor Victor D’Hondt im Jahr 1899 konzipiert, aufgeteilt. Obwohl es keinen gesetzliche Grenzwert für die Teilnahme bei der Zuweisung der Sitze der Nationalversammlung gibt, führt die Anwendung des D’Hondt-Verfahren zu einer De-facto-Schwelle auf Wahlkreis-Ebene.
Die Gesamtzahl der bei dieser Wahl und bei den folgenden Wahlen zu wählenden Abgeordneten wurde während der Verfassungsänderungen im Jahr 1989 von 250 auf 230 verringert.

## Wahlergebnisse
| Partei                                | Partei                                                                                                  | Stimmen   | Stimmen | Stimmen | Sitze   | Sitze  |
| Partei                                | Partei                                                                                                  | Anzahl    | %       | +/−     | Anzahl  | +/−    |
| ------------------------------------- | --- | --------- | ------- | ------- | ------- | ------ |
|                                       | Partido Social Democrata                                                                                | 2.902.351 | 50,6    | +0,4    | 135     | −13    |
|                                       | Partido Socialista                                                                                      | 1.670.758 | 29,1    | +6,9    | 72      | +12    |

Sitzverteilung und stärkste Partei in den Wahlkreisen

|                                       | Coligação Democrática Unitária - Partido Comunista Português (PCP) - Partido Ecologista Os Verdes (PEV) | 504.583   | 8,8     | −3,3    | 17 15 2 | −14 ±0 |
|                                       | Centro Democrático e Social                                                                             | 254.317   | 4,4     | −0,0    | 5       | +1     |
|                                       | Partido da Solidariedade Nacional                                                                       | 96.096    | 1,7     | −       | 1       | +1     |
|                                       | Partido Socialista Revolucionário                                                                       | 64.159    | 1,1     | +0,5    | −       | −      |
|                                       | Partido Comunista dos Trabalhadores Portugueses                                                         | 48.542    | 0,9     | +0,5    | −       | −      |
|                                       | Partido Renovador Democrático                                                                           | 35.077    | 0,6     | −4,3    | −       | −7     |
|                                       | Partido Popular Monárquico                                                                              | 25.216    | 0,4     | +0,0    | −       | −      |
|                                       | Partido Democrático do Atlântico                                                                        | 10.842    | 0,2     | −       | −       | −      |
|                                       | Frente da Esquerda Revolucionária                                                                       | 6.661     | 0,1     | −       | −       | −      |
|                                       | União Democrática Popular                                                                               | 6.157     | 0,1     | −0,8    | −       | −      |
|                                       | Leeren Stimmzettel                                                                                      | 47.652    | 0,8     | −0,1    |         |        |
|                                       | Ungültige Stimmzettel                                                                                   | 63.020    | 1,1     | −0,2    |         |        |
|                                       | Gesamt                                                                                                  | 5.735.431 | 100,0   |         | 230     | −20    |
| Wahlberechtigte                       | Wahlberechtigte                                                                                         | 8.462.357 |         |         |         |        |
| Wahlbeteiligung                       | Wahlbeteiligung                                                                                         | 67,8 %    |         |         |         |        |
| Quelle: Comissão Nacional de Eleições | |           |         |         |         |        |